# Oxydactyla coggeri
Espèce
Statut de conservation UICN

 DD  : Données insuffisantes
Oxydactyla coggeri est une espèce d'amphibiens de la famille des Microhylidae.

## Répartition
Cette espèce est endémique de Papouasie-Nouvelle-Guinée. Elle se rencontre entre 2 200 et 2 400 m d'altitude dans les provinces de Madang et des Hautes-Terres méridionales,.

## Étymologie
Son nom d'espèce, coggeri, lui a été donné en référence à Harold George Cogger, herpétologiste australien de l'Australian Museum, en reconnaissance de son importante contribution à l'herpétologie australienne.

## Publication originale
- Zweifel, 2000 : Partition of the Australopapuan microhylid frog genus Sphenophryne with descriptions of new species. Bulletin of the American Museum of Natural History, vol. 253, p. 1-130 (texte intégral).